# Pseudorhysipolis fenix
Pseudorhysipolis fenix är en stekelart som beskrevs av Scatolini och Penteado-dias 2002. Pseudorhysipolis fenix ingår i släktet Pseudorhysipolis och familjen bracksteklar. Inga underarter finns listade i Catalogue of Life.